# Eracle e Nesso
Eracle e Nesso è un affresco rinvenuto nella casa di Giasone a Pompei e custodito all'interno del Museo archeologico nazionale di Napoli.

## Storia e descrizione
Realizzato tra il 20 e il 25, l'affresco decorava l'oecus della casa di Giasone, insieme ad altri due, Pan e le ninfe e Europa sul toro, tutti staccati dalla loro posizione originaria per ricavarne dei quadretti.
L'affresco è in quarto stile e ha come tema il mito di Eracle, Deianira e Nesso ed è probabile che il pittore si sia ispirato all'omonima pittura di Artemone, ospitata nel portico di Ottavia a Roma. La pittura è impostata in uno schema piramidale, dove il vertice della piramide è rappresentato da un albero dalla chioma frondosa. Alla base dell'albero si sviluppa il resto della scena che comprende Eracle nudo con al collo arco, faretra e pelle ferina e con la mano destra afferra i capelli di Nesso mentre in quella sinistra reca una clava; il centauro Nesso si presenta con le braccia aperte. Le due figure maschili sono contornate da una linea di colore rosso scuro che ricalca il disegno preparatorio. Dietro ai due personaggi è Deianira con in braccio Illo su un carro trainato da cavalli. Sulla sinistra si intravede un edificio bianco mentre a destra è un albero spoglio circondato da un recinto sul quale è poggiata una tavola votiva.